# Списак аустроугарских крстарица
Списак крстарица у служби аустроугарске ратне морнарице:

## Торпедне крстарице
- Пантер (1885—1920) (изрезан у Уједињеном Краљевству)
- Леопард (1885—1920) (изрезан у Уједињеном Краљевству)
- Тигер/Лакрома (1887—1920) (изрезан у Италији)

### Класа Кајзер Франц Јозеф I
- Кајзер Франц Јозеф I (1889—1919) (потонуо крај Боке)
- Кајзерин Елизабет (1890—1914) (миниран)

## Оклопни крсташи
- Кајзерин унд Кенигин Марија Терезија (1895—1921) (изрезан у Италији)
- Кајзер Карл VI (1900—1921) (изрезан у Италији)
- Сзент Гиорги (1905—1921) (изрезан у Италији)